# Eleições legislativas de 2009 em Cascais

## Resultados Oficiais
| Partido                 | Partido                        | Votos   | %               | +/-   |
| ----------------------- | ------------------------------ | ------- | --------------- | ----- |
|                         | Partido Socialista             | 30 760  | 32,25 / 100,00  | 6,45  |
|                         | Partido Social Democrata       | 29 221  | 30,64 / 100,00  | 2,59  |
|                         | CDS – Partido Popular          | 12 930  | 13,56 / 100,00  | 1,05  |
|                         | Bloco de Esquerda              | 9 619   | 10,09 / 100,00  | 1,70  |
|                         | Coligação Democrática Unitária | 6 404   | 6,71 / 100,00   | 0,10  |
|                         | Outros                         | 3 420   | 3,58 / 100,00   |       |
| Votos Inválidos         | Votos Inválidos                | 3 015   | 3,16 / 100,00   | 0,36  |
| Total                   | Total                          | 95 369  | 100,00 / 100,00 |       |
| Eleitorado/Participação | Eleitorado/Participação        | 159 233 | 59,89 / 100,00  | 4,89  |
| Fonte                   | Fonte                          | [ 1 ]   | [ 1 ]           | [ 1 ] |

## Resultados por Freguesia
Os resultados seguintes referem-se aos partidos que obtiveram mais de 1,00% dos votos:
| Freguesia            | %     | %     | %     | %     | %    | Votantes |
| Freguesia            | PS    | PSD   | CDS   | BE    | CDU  | Votantes |
| -------------------- | ----- | ----- | ----- | ----- | ---- | -------- |
| Alcabideche          | 35,38 | 25,20 | 13,24 | 10,46 | 6,80 | 16 347   |
| Carcavelos           | 30,92 | 31,93 | 13,73 | 10,62 | 6,45 | 11 715   |
| Cascais              | 27,05 | 37,99 | 17,01 | 7,48  | 4,55 | 17 744   |
| Estoril              | 28,12 | 37,29 | 15,17 | 8,78  | 4,72 | 14 137   |
| Parede               | 29,70 | 35,37 | 12,68 | 10,21 | 6,21 | 11 692   |
| São Domingos de Rana | 38,38 | 21,96 | 10,58 | 12,23 | 9,85 | 23 734   |
| Cascais              | 32,25 | 30,64 | 13,56 | 10,09 | 6,71 | 95 369   |

#### Alcabideche
| Partido                 | Partido                        | Votos  | %               | +/-     |
| ----------------------- | ------------------------------ | ------ | --------------- | ------- |
|                         | Partido Socialista             | 5 783  | 35,38 / 100,00  | 8,13    |
|                         | Partido Social Democrata       | 4 120  | 25,20 / 100,00  | 1,32    |
|                         | CDS – Partido Popular          | 2 164  | 13,24 / 100,00  | 4,31    |
|                         | Bloco de Esquerda              | 1 710  | 10,46 / 100,00  | 2,68    |
|                         | Coligação Democrática Unitária | 1 111  | 6,80 / 100,00   | 0,25    |
|                         | Partido Nacional Renovador     | 256    | 1,57 / 100,00   | 1,36    |
|                         | Outros                         | 624    | 3,83 / 100,00   |         |
| Votos Inválidos         | Votos Inválidos                | 579    | 3,55 / 100,00   | Estável |
| Total                   | Total                          | 16 347 | 100,00 / 100,00 |         |
| Eleitorado/Participação | Eleitorado/Participação        | 28 921 | 56,52 / 100,00  | 5,78    |

#### Carcavelos
| Partido                 | Partido                        | Votos  | %               | +/-  |
| ----------------------- | ------------------------------ | ------ | --------------- | ---- |
|                         | Partido Social Democrata       | 3 741  | 31,93 / 100,00  | 2,95 |
|                         | Partido Socialista             | 3 622  | 30,92 / 100,00  | 5,59 |
|                         | CDS – Partido Popular          | 1 608  | 13,73 / 100,00  | 1,67 |
|                         | Bloco de Esquerda              | 1 244  | 10,62 / 100,00  | 0,18 |
|                         | Coligação Democrática Unitária | 756    | 6,45 / 100,00   | 0,05 |
|                         | Outros                         | 357    | 3,04 / 100,00   |      |
| Votos Inválidos         | Votos Inválidos                | 387    | 3,30 / 100,00   | 0,50 |
| Total                   | Total                          | 11 715 | 100,00 / 100,00 |      |
| Eleitorado/Participação | Eleitorado/Participação        | 17 795 | 65,83 / 100,00  | 3,86 |

#### Cascais
| Partido                 | Partido                        | Votos  | %               | +/-  |
| ----------------------- | ------------------------------ | ------ | --------------- | ---- |
|                         | Partido Social Democrata       | 6 741  | 37,99 / 100,00  | 5,90 |
|                         | Partido Socialista             | 4 800  | 27,05 / 100,00  | 5,80 |
|                         | CDS – Partido Popular          | 3 019  | 17,01 / 100,00  | 1,54 |
|                         | Bloco de Esquerda              | 1 328  | 7,48 / 100,00   | 0,65 |
|                         | Coligação Democrática Unitária | 807    | 4,55 / 100,00   | 0,07 |
|                         | Outros                         | 571    | 3,22 / 100,00   |      |
| Votos Inválidos         | Votos Inválidos                | 478    | 2,70 / 100,00   | 0,74 |
| Total                   | Total                          | 17 744 | 100,00 / 100,00 |      |
| Eleitorado/Participação | Eleitorado/Participação        | 31 373 | 56,56 / 100,00  | 5,21 |

#### Estoril
| Partido                 | Partido                        | Votos  | %               | +/-  |
| ----------------------- | ------------------------------ | ------ | --------------- | ---- |
|                         | Partido Social Democrata       | 5 272  | 37,29 / 100,00  | 6,86 |
|                         | Partido Socialista             | 3 975  | 28,12 / 100,00  | 5,54 |
|                         | CDS – Partido Popular          | 2 145  | 15,17 / 100,00  | 2,37 |
|                         | Bloco de Esquerda              | 1 241  | 8,78 / 100,00   | 1,06 |
|                         | Coligação Democrática Unitária | 667    | 4,72 / 100,00   | 0,12 |
|                         | Outros                         | 439    | 3,12 / 100,00   |      |
| Votos Inválidos         | Votos Inválidos                | 398    | 2,82 / 100,00   | 0,94 |
| Total                   | Total                          | 14 137 | 100,00 / 100,00 |      |
| Eleitorado/Participação | Eleitorado/Participação        | 23 393 | 60,43 / 100,00  | 4,10 |

#### Parede
| Partido                 | Partido                        | Votos  | %               | +/-  |
| ----------------------- | ------------------------------ | ------ | --------------- | ---- |
|                         | Partido Social Democrata       | 4 136  | 35,37 / 100,00  | 3,29 |
|                         | Partido Socialista             | 3 472  | 29,70 / 100,00  | 5,81 |
|                         | CDS – Partido Popular          | 1 482  | 12,68 / 100,00  | 0,33 |
|                         | Bloco de Esquerda              | 1 194  | 10,21 / 100,00  | 1,37 |
|                         | Coligação Democrática Unitária | 726    | 6,21 / 100,00   | 0,11 |
|                         | Outros                         | 317    | 2,72 / 100,00   |      |
| Votos Inválidos         | Votos Inválidos                | 365    | 3,12 / 100,00   | 0,47 |
| Total                   | Total                          | 11 692 | 100,00 / 100,00 |      |
| Eleitorado/Participação | Eleitorado/Participação        | 18 323 | 63,81 / 100,00  | 3,13 |

#### São Domingos de Rana
| Partido                 | Partido                        | Votos  | %               | +/-  |
| ----------------------- | ------------------------------ | ------ | --------------- | ---- |
|                         | Partido Socialista             | 9 108  | 38,38 / 100,00  | 7,57 |
|                         | Partido Social Democrata       | 5 211  | 21,96 / 100,00  | 0,18 |
|                         | Bloco de Esquerda              | 2 902  | 12,23 / 100,00  | 2,95 |
|                         | CDS – Partido Popular          | 2 512  | 10,58 / 100,00  | 3,63 |
|                         | Coligação Democrática Unitária | 2 337  | 9,85 / 100,00   | 0,52 |
|                         | Outros                         | 856    | 3,61 / 100,00   |      |
| Votos Inválidos         | Votos Inválidos                | 808    | 3,40 / 100,00   | 0,17 |
| Total                   | Total                          | 23 734 | 100,00 / 100,00 |      |
| Eleitorado/Participação | Eleitorado/Participação        | 39 428 | 60,20 / 100,00  | 5,81 |